# Burgos (Surigao do Norte)
Burgos é um município de  sexta classe de renda municipal (d) na província Surigao do Norte, nas Filipinas. De acordo com o censo de 1 de maio  de  2020 possui uma população de 4 185 pessoas e 1 083 domicílios.